# Ádám Bogdán
Ádám Bogdán (Budapest, Hungría, 27 de septiembre de 1987) es un futbolista húngaro. Juega de portero y se encuentra sin equipo tras abandonar el Ferencváros T. C.

## Selección nacional
En octubre de 2008 recibió la primera convocatoria por la selección de fútbol de Hungría, siendo el portero suplente en la victoria por 1-0 sobre Malta. En junio de 2011 jugó su primer partido internacional completo en la victoria por 1-0 frente a Luxemburgo, Bogdán jugó los 90 minutos y mantuvo la portería a cero. Fue nombrado Jugador Húngaro del Año en 2012. Ha sido 21 veces internacional absoluto.

## Clubes
| Club                           | País       | Año       |
| ------------------------------ | ---------- | --------- |
| Vasas S. C.                    | Hungría    | 2005-2007 |
| Vecsési F. C. (cedido)         | Hungría    | 2006      |
| Bolton Wanderers F. C.         | Inglaterra | 2007-2015 |
| Crewe Alexandra F. C. (cedido) | Inglaterra | 2009      |
| Liverpool F. C.                | Inglaterra | 2015-2019 |
| Wigan Athletic F. C. (cedido)  | Inglaterra | 2016-2017 |
| Hibernian F. C. (cedido)       | Escocia    | 2018-2019 |
| Hibernian F. C.                | Escocia    | 2019-2020 |
| Ferencváros T. C.              | Hungría    | 2020-2023 |

## Palmarés

### Títulos nacionales
| Título              | Club              | País    | Año  |
| ------------------- | ----------------- | ------- | ---- |
| Nemzeti Bajnokság I | Ferencváros T. C. | Hungría | 2021 |
| Nemzeti Bajnokság I | Ferencváros T. C. | Hungría | 2022 |
| Copa de Hungría     | Ferencváros T. C. | Hungría | 2022 |
| Nemzeti Bajnokság I | Ferencváros T. C. | Hungría | 2023 |